# Creek Fire (2020)
Creek Fire est un grand feu de forêt qui a commencé le 4 septembre 2020 près de Shaver Lake, en Californie. Le feu a brûlé 139 ha et le 16 octobre 2020 était contenu à environ 60%. Le feu a brûlé principalement dans la forêt nationale de la Sierra. Le Creek Fire est actuellement le cinquième plus grand feu de forêt et le plus grand incendie de l'histoire de la Californie moderne. L'incendie a nécessité le sauvetage de centaines de personnes par des hélicoptères de la Garde nationale. La moitié des maisons de Big Creek auraient été détruites par l'incendie,. Des évacuations ont été effectuées à North Fork, Bass Lake, Big Creek, Shaver, Huntington Lake, Tollhouse et Auberry, en Californie.
La Californie a subi une série d'incendies qualifiés d'énormes depuis août 2020, lorsque des orages avec foudre ont déclenché des centaines d'incendies, dont certains sont devenus les plus importants de l'histoire de l'État moderne. Des incendies ultérieurs en septembre ont ravagé certaines parties de la Sierra Nevada et de la région viticole au nord de San Francisco.

## Le feu

Animation de la formation d'un pyrocumulonimbus au-dessus de Creek fire de 2020 en Californie.

L'incendie a commencé vers 18 h 40 heure du Pacifique, le vendredi 4 septembre 2020, dans la zone du bassin de drainage de Big Creek entre Shaver Lake et Huntington Lake, en Californie . Poussé par de puissants vents diurnes ascendants dans le bassin de drainage de la rivière San Joaquin, Creek fire est rapidement devenu une tempête de feu, la NASA documentant que l'incendie a créé un pyrocumulonimbus (pyroCb) considéré comme l'un des plus grands événements de pyroCb observés aux États-Unis, probablement en raison de la taille du feu. Le feu est alimenté en partie par ces nuages, car ils créent de la pluie et du vent, pour donner plus d'oxygène au feu et lui permettre de sauter les pare-feux. Le feu a été caractérisé comme un incendie dominé par le panache (plume-dominated blaze), où l'environnement permet le soufflage continu de la fumée vers le haut et le transfert vertical de chaleur provoquant un comportement extrême du feu. Un tel comportement a été observé lorsque de multiples tornades de feu ont été observées grâce aux données radar Doppler.
Dans les 4 premiers jours des premières étincelles, le Creek Fire a pu exploser rapidement, s'étendant partout entre 20,000 acres (81 km²) à 50,000 acres (200 km²), chaque jour entre le 4 et le 9 septembre. Les principales raisons de ce comportement explosif étaient des vents forts et en rafales poussant à l'est de la Sierra Nevada, ainsi que l'empilement d'environ 150 millions d'arbres morts dans les montagnes en raison de la sécheresse de 2011-17 en Californie et de l'infestation de scolytes. Ces arbres morts ont servi de combustible à l'incendie. Avec plus de 290,000 acres (1,200 km²)  brûlé le 23 septembre, le Creek Fire est devenu le plus grand incendie unique de l'histoire de la Californie.
Le Creek Fire a également engendré deux tourbillons de feu massifs le 5 septembre, un EF-2 près du lac Huntington avec des vents de 125 mi / h, et un EF-1 près de Mammoth Pool avec des vents de 100 mi / h. Les tornades ont causé des dommages comme le déracinement de pins et d'autres arbres plus petits, ainsi que leur écorce. Ces firenadoes se sont formées en raison de la chaleur intense générée par le feu, qui a entraîné de la fumée, du feu et de la saleté créant des tourbillons de rotation. Le firenado de Mammoth Pool a piégé des centaines de campeurs dans cette zone, tandis que celui du lac Huntington a causé de graves dommages aux arbres dans la région de Kennolyn Camps, continuant à attaquer leurs systèmes racinaires une semaine plus tard, brûlant sous terre à plus de 1,500 °F (820 °C).

## Impact

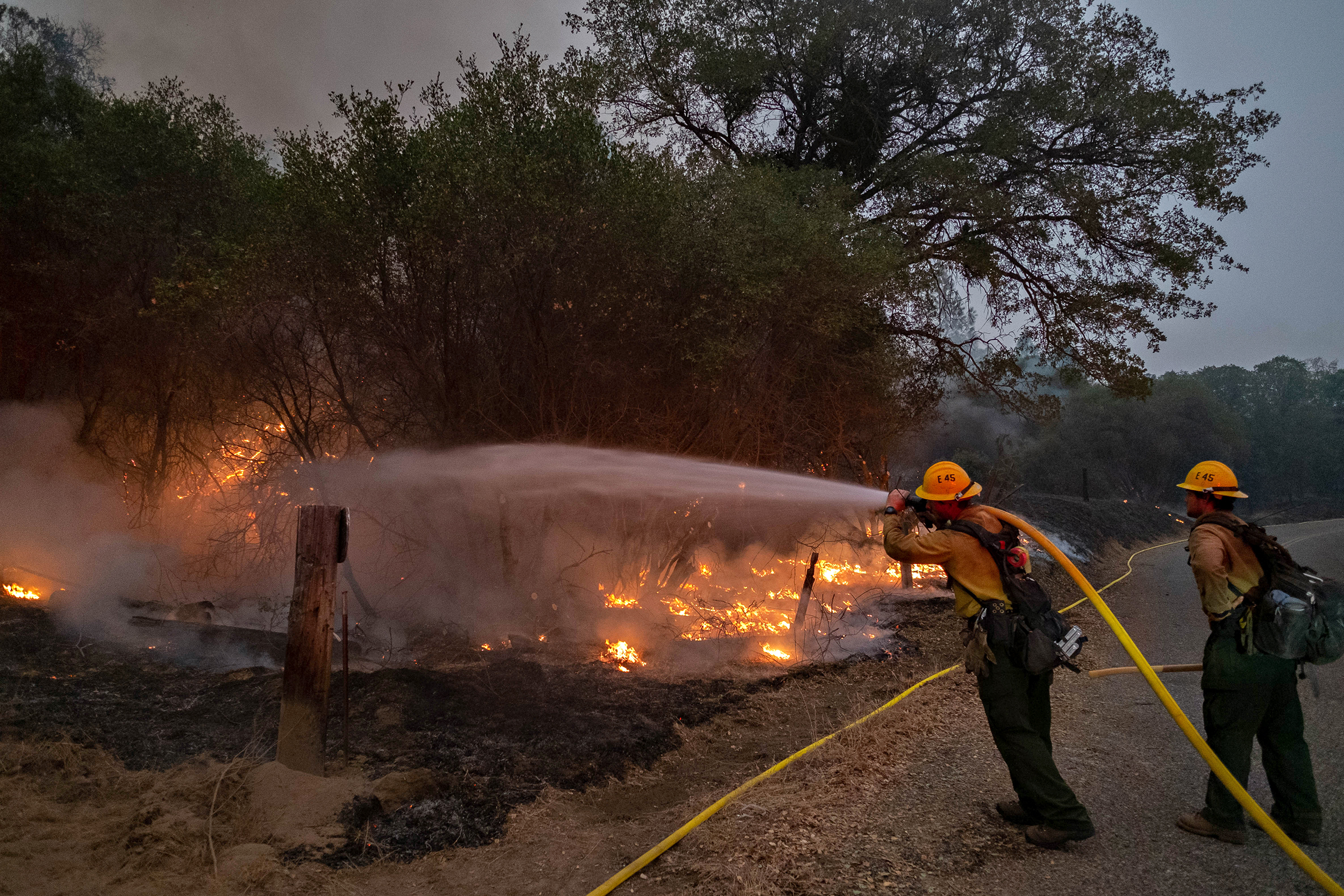
Les pompiers éteignent un brûlage contrôlé pour arrêter la propagation du Creek Fire

Des dizaines de personnes ont été transportées par avion depuis des sentiers de randonnée dans la forêt nationale de la Sierra au début de l'incendie, avec au moins 150 personnes et des chiens évacués avant le 8 septembre. L'incendie avait initialement piégé environ 1000 personnes près du réservoir de Mammoth Pool après avoir sauté la rivière San Joaquin, avec au moins 200 individus piégés à une rampe de mise à l'eau.
Au 9 septembre, au moins 60 maisons ont été détruites et 278 structures commerciales et résidentielles ont été détruites ainsi que l' historique Cressman's General Store, un monument remarquable local. Le 9 septembre, le feu a atteint des explosifs entreposé au China Peak Mountain Resort, qui ont été utilisés pour contrôler les avalanches, provoquant l'explosion de la cache. Les pompiers avaient été avertis de la cache et évacués avant que l'incendie n'atteigne les matières explosives.
Au 22 septembre, l'incendie avait détruit plus de 855 structures et forcé l'évacuation de plus de 30 000 personnes dans les comtés de Fresno et de Madera. La fumée de l'incendie a détérioré la qualité de l'air dans la région de la vallée centrale, et a entraîné des problèmes chez les personnes et des enfants à risque touchés par des problèmes respiratoires et une augmentation de l'utilisation et de la prescription d'inhalateurs. Le 17 septembre, les Boy Scouts of America - Southern Sierra Council ont annoncé que l'incendie avait gravement endommagé le Camp Kern, certaines structures importantes ayant été entièrement détruites par l'incendie.
De multiples organisations et lieux hébergeaient des animaux de compagnie et du bétail pendant les évacuations, comme le Fresno Fairgrounds, Clovis Rodeo Grounds et les lycées locaux. La Croix-Rouge a organisé des chambres d'hôtel pour les évacués; les abris de groupe n'étaient pas une option en raison des exigences de distance sociale de la pandémie de COVID-19.